# Dzsikkjó Powerful Pro jakjú Championship 2018
A Dzsikkjó Powerful Pro jakjú Championship 2018 ingyenesen játszható baseball-videójáték, a Dzsikkjó Powerful Pro jakjú sorozat tagja, a Championship 2017 utódja, melyet a Konami fejlesztett és jelentetett meg. A játék 2018. július 25-én jelent meg, PlayStation 4 otthoni, illetve PlayStation Vita kézi videójáték-konzolra. A Championship 2018 a Dzsikkjó Powerful Pro jakjú 2018 társjátéka, mellyel a Konami magát a japán baseballt és az e-sportokat akarja népszerűsíteni. A két játék köré hivatalos, a Nippon Professional Baseball által támogatott e-sport-bajnokságot húztak fel.

## Áttekintés
A Championship 2018 a 2018 2018. július 12-én megjelent, a 2018. május 6-ai állapotokat tükröző játékoskeret-frissítésével jelent meg, melyet az év folyamán többször is hozzáigazítottak a valós állapotokhoz. A játék az elődjéhez hasonlóan az interneten keresztüli többjátékos módra (Championship, „bajnokság”) fekteti a hangsúlyt, a mesterséges intelligencia által irányított csapatok ellen játék gyakorlatilag csak az internetes módra való gyakorlást elősegítő módnak szolgál. A játékban kizárólag négy kitalált stadion kapott helyet.

### Bajnokság
Bajnokság
Interneten keresztüli, játékos-játékos elleni rangsorolt játékmód. Ebben a módban a Championship 2018-játékosok 2018-játékosokkal szemben is megmérkőzhettek.
Szabadmérkőzés
A bajnokságmóddal megegyező játékmód, annyi különbséggel, hogy ebben a mérkőzések tét nélküliek; a játékosok nem kapnak pontokat, valamint a statisztikájukon sincsenek vezetve az ebben a módban játszott meccsek.
Barátok elleni mérkőzés
Ebben a módban a játékosok lobbikat hozhattak létre, hogy a PlayStation Network-ismerőseikkel mérhessék össze a tudásukat.

### Egyéb módok
Mérkőzés
A játékosok a mesterséges intelligencia vagy egy másik játékos által irányított csapat ellen mérkőzhetnek meg.
Gyakorlás
Ebben a módban a játékosok szabadon gyakorolhatták a dobó-, az ütő- és a védőjátékot.
Játékosadatok
Itt a játékosok megnézhették a Nippon Professional Baseball-játékosok adatlapjait.
Csapat- és játékosszerkesztő
Itt játékosok megváltoztathatták az NPB-csapatok mezeit és neveit, illetve NPB-játékosokkal feltöltött alakulatokat is létrehozhattak.

## E-sport-bajnokság
A Konami a Championship 2018 és a 2018 bajnokságmódjával egy eBaseball Pavapuro Pro League névre keresztelt, 12 millió japán jenes összdíjazású e-sport-bajnokságot is szervezett, mely a 2017-es bajnoksággal szemben a Nippon Professional Baseball teljeskörű támogatását élvezte. Az interneten keresztüli kvalifikációt 2018. július 30. és 2018. augusztus 5. között tartották meg, melyről 96 játékos jutott tovább Ezek után az NPB-csapatok 3–3 játékost draftolhatnak. Az így létrehozott „csapatok“ az alapszakasz keretében 2018. november 10. és 2018. december 8. között 15 játékot játszottak és a két liga három legjobb csapata (Central League: Hirosima Toyo Carp, Jokohama DeNA BayStars, Yomiuri Giants, Pacific League: Fukuoka SoftBank Hawks, Hokkaidó Nippon-Ham Fighters, Szaitama Seibu Lions) továbbjutott a rájátszásba. A rájátszás első körét (Climax Series) december 16-án tartották meg, ahol a Jokohama DeNA BayStars és a Szaitama Seibu Lions játékosai jutottak tovább. A döntőt (Japan Series) 2019. január 12-én rendezték meg, a nyertes a Szaitama Seibu Lions lett.